# NGC 6270
NGC 6270 est une galaxie lenticulaire relativement éloignée et située dans la constellation d'Hercule. Sa vitesse par rapport au fond diffus cosmologique est de 9 718 ± 24 km/s, ce qui correspond à une distance de Hubble de 154 ± 11 Mpc (∼502 millions d'al). NGC 6270 a été découverte par l'astronome allemand Albert Marth en 1864.
À ce jour, deux mesures non basées sur le décalage vers le rouge (redshift) donnent une distance de 124,000 ± 7,071 Mpc (∼404 millions d'al), ce qui est légèrement à l'extérieur des valeurs de la distance de Hubble.
En raison d'une brillance de surface égale à 11,92 mag/am2, on peut qualifier NGC 6270 de galaxie présentant une brillance de surface élevée.
Les bases de données Simbad et HyperLeda associent la galaxie NGC 6270 à PGC 95562 qui se trouve non loin au nord-est, une autre erreur d’identification.

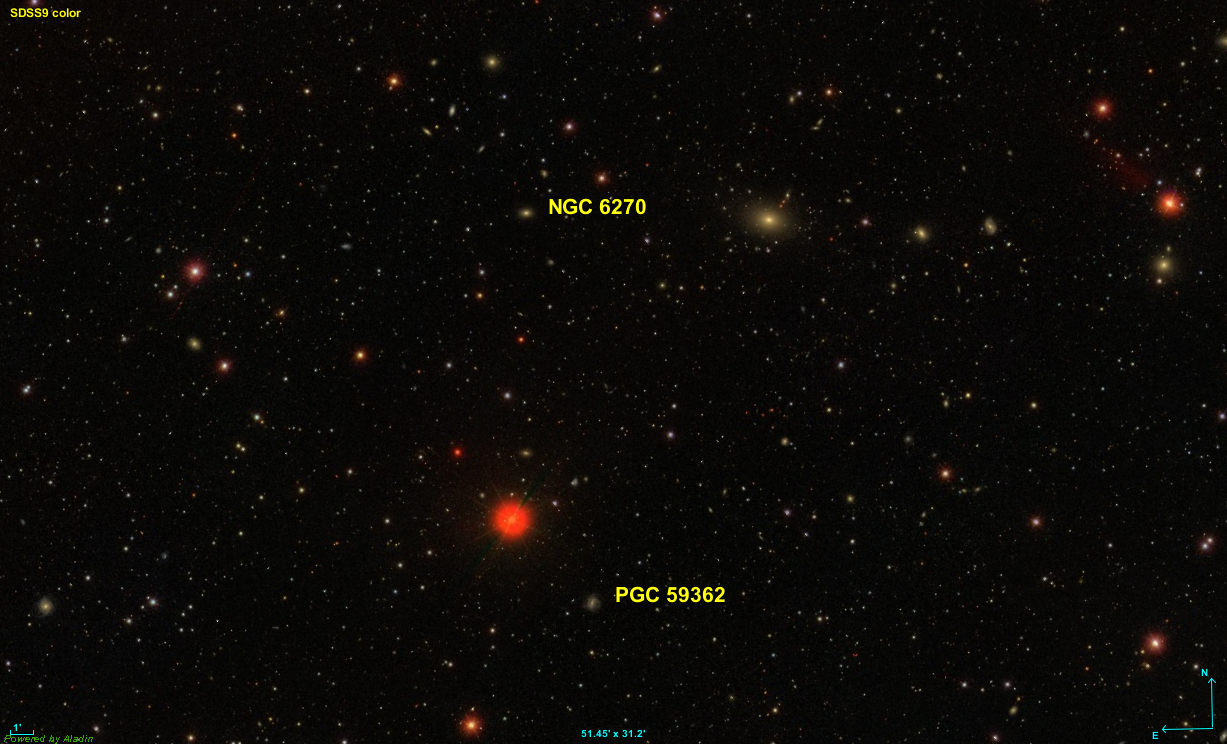
La galaxie PGC 95562 au nord-est de NGC 6270